# Hóquei no gelo nos Jogos Olímpicos de Inverno de 2010

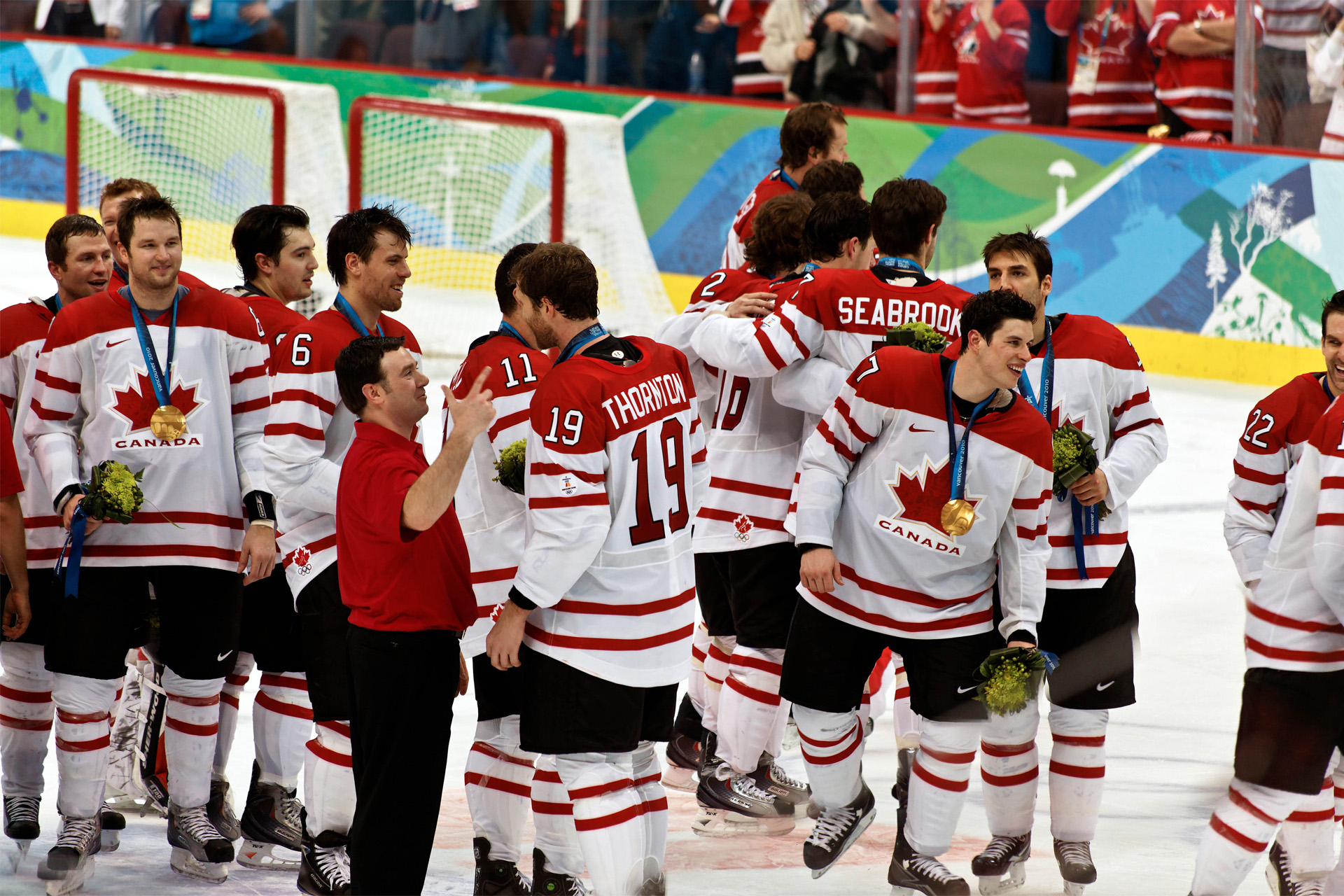
Equipe do Canadá celebrando a conquista da medalha de ouro depois de vencer os Estados Unidos

O torneio de hóquei no gelo nos Jogos Olímpicos de Inverno de 2010 foi realizado no Canada Hockey Place e no UBC Winter Sports Centre em Vancouver. A competição masculina aconteceu de 16 a 28 de fevereiro e a feminina de 13 a 26 de fevereiro.

## Calendário
| Fevereiro      | 12 | 13 | 14 | 15 | 16 | 17 | 18 | 19 | 20 | 21 | 22 | 23 | 24 | 25 | 26 | 27 | 28 |
| -------------- | -- | -- | -- | -- | -- | -- | -- | -- | -- | -- | -- | -- | -- | -- | -- | -- | -- |
| Hóquei no gelo |    |    |    |    |    |    |    |    |    |    |    |    |    | 1  |    |    | 1  |

|  | Dia de competição |  | Dia de final |

## Eventos
- Torneio feminino (8 equipes)
- Torneio masculino (12 equipes)

## Medalhistas
| Evento             | Ouro | Prata | Bronze |
| ------------------ | --- | --- | --- |
| Masculino detalhes | Martin Brodeur Marc-André Fleury Roberto Luongo Dan Boyle Drew Doughty Duncan Keith Scott Niedermayer Chris Pronger Brent Seabrook Shea Weber Patrice Bergeron Sidney Crosby Ryan Getzlaf Dany Heatley Jarome Iginla Patrick Marleau Brenden Morrow Rick Nash Mike Richards Corey Perry Eric Staal Joe Thornton Jonathan Toews CAN Canadá                  | Ryan Miller Jonathan Quick Tim Thomas Tim Gleason Erik Johnson Jack Johnson Brooks Orpik Brian Rafalski Ryan Suter Ryan Whitney David Backes Dustin Brown Ryan Callahan Chris Drury Patrick Kane Ryan Kesler Phil Kessel Jamie Langenbrunner Ryan Malone Zach Parise Joe Pavelski Bobby Ryan Paul Stastny USA Estados Unidos                | Niklas Bäckström Miikka Kiprusoff Antero Niittymäki Lasse Kukkonen Sami Lepistö Toni Lydman Janne Niskala Joni Pitkänen Sami Salo Kimmo Timonen Valtteri Filppula Niklas Hagman Jarkko Immonen Olli Jokinen Niko Kapanen Mikko Koivu Saku Koivu Jere Lehtinen Antti Miettinen Ville Peltonen Jarkko Ruutu Tuomo Ruutu Teemu Selänne FIN Finlândia |
| Feminino detalhes  | Charline Labonté Kim St-Pierre Shannon Szabados Tessa Bonhomme Carla MacLeod Becky Kellar Colleen Sostorics Meaghan Mikkelson Catherine Ward Meghan Agosta Gillian Apps Jennifer Botterill Jayna Hefford Haley Irwin Rebecca Johnston Gina Kingsbury Caroline Ouellette Cherie Piper Marie-Philip Poulin Sarah Vaillancourt Hayley Wickenheiser CAN Canadá | Brianne McLaughlin Molly Schaus Jessie Vetter Kacey Bellamy Caitlin Cahow Lisa Chesson Molly Engstrom Angela Ruggiero Kerry Weiland Julie Chu Natalie Darwitz Meghan Duggan Hilary Knight Jocelyne Lamoureux Monique Lamoureux Erika Lawler Gisele Marvin Jenny Potter Kelli Stack Karen Thatcher Jinelle Zaugg-Siergiej USA Estados Unidos | Mira Kuisma Noora Räty Anna Vanhatalo Jenni Hiirikoski Emma Laaksonen Rosa Lindstedt Terhi Mertanen Heidi Pelttari Mariia Posa Saija Sirviö Anne Helin Venla Hovi Michelle Karvinen Annina Rajahuhta Karoliina Rantamäki Mari Saarinen Nina Tikkinen Minnamari Tuominen Saara Tuominen Marjo Voutilainen Linda Välimäki FIN Finlândia             |

## Quadro de medalhas
| Ordem | País               | Medalha de ouro | Medalha de prata | Medalha de bronze |   | Ordem por total |
| ----- | ------------------ | --------------- | ---------------- | ----------------- | - | --------------- |
| 1     | CAN Canadá         | 2               |                  |                   | 2 | 1               |
| 2     | USA Estados Unidos |                 | 2                |                   | 2 | 1               |
| 3     | FIN Finlândia      |                 |                  | 2                 | 2 | 1               |
| TOTAL | TOTAL              | 2               | 2                | 2                 | 6 | —               |